# Питхорагарх
Питхорагарх (англ. Pithoragarh, дев. पिथौरागढ़) — город в индийском штате Уттаракханд в регионе Кумаон, административный центр округа Питхорагарх, образованного из части территории округа Алмора в 1962 году. Средняя высота над уровнем моря — 1514 метров. По данным всеиндийской переписи 2001 года, в Питхорагархе проживало 41 157 человек. Город расположен в долине Соар, которую называют Кашмирской долиной в миниатюре. Питхорагарх окружают четыре холма: Чандак, Дхвадж, Кумбар и Тхал-Кедар. Город лежит на индуистском паломническом маршруте к Кайласу, озеру Манасаровар и Ом Парвату.